# Behzad Ranjbaran

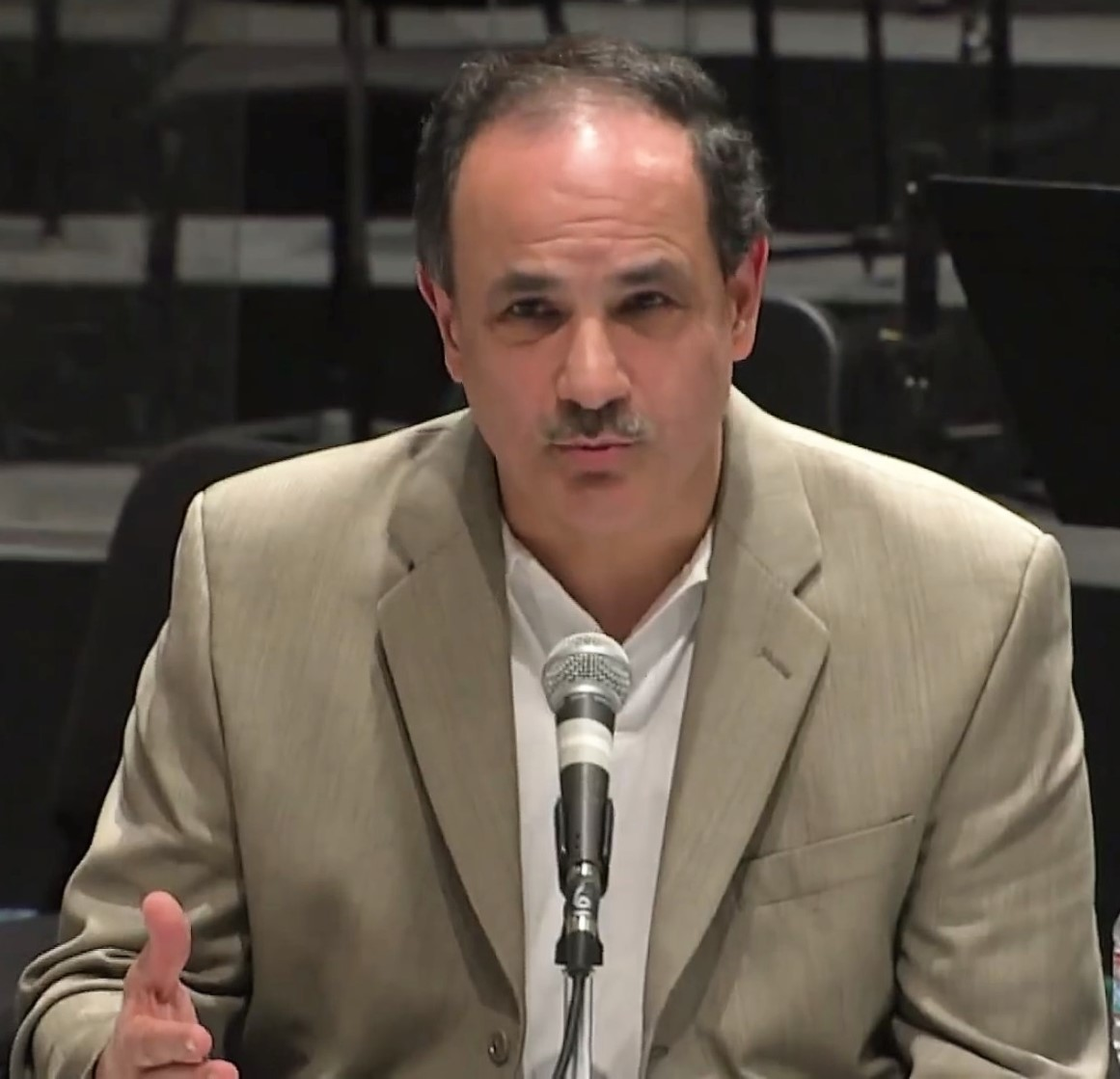
Behzad Ranjbaran

Behzad Ranjbaran (persisch بهزاد رنجبران; * 1955 in Teheran) ist ein iranisch-US-amerikanischer Komponist und Musikpädagoge.
Ranjbaran studierte Violine und westliche klassische Musik am Konservatorium von Teheran. Kenntnisse der iranischen klassischen Musik und Volksmusik erwarb er autodidaktisch. 1974 ging er in die USA und setzte dort seine Ausbildung an der Indiana University und an der Juilliard School fort. Seine Lehrer waren Joseph Schwantner, Vincent Persichetti und David Diamond. Seit 1998 unterrichtet er Musiktheorie und -analyse an der Juilliard School.
Unter anderem komponierte Ranjbaran eine Persian Trilogy nach drei Legenden aus dem Schāhnāme (aufgenommen vom London Symphony Orchestra unter JoAnn Falletta), Songs of Eternity nach den Rubā‘īyāt von Omar Chayyām für die Sängerin Renée Fleming, ein Violinkonzert für Joshua Bell, ein Klavierkonzert für Jean-Yves Thibaudet und ein Flötenkonzert für Jeffrey Khaner, eine Elegy (aufgeführt von Yo Yo Ma) und Open Secret nach Texten von Rūmī für Chor und Kammerorchester. Dirigenten wie Charles Dutoit, Yannick Nézet-Séguin, Marin Alsop, Robert Spano und David Robertson führten seine Werke auf, und Aufnahmen erschienen u. a. bei den Labels Naxos, Delos, Albany und Cala. Auszeichnungen erhielt Ranjbaran u. a. vom New Jersey Council on the Arts, der American Academy of Arts and Letters, der ASCAP (Rudolf Nissim Award) und vom National Endowment for the Arts. Er ist Composer in Residence am Saratoga Performing Arts Center beim Philadelphia Orchestra, dem Cabrillo Festival und der Fort Worth Symphony.